# The Best of Muddy Waters
The Best of Muddy Waters — збірка пісень американського блюзового музиканта Мадді Вотерса, випущена 1958 року лейблом Chess. Збірка стала дебютним альбомом для Вотерса і третім випущеним LP в історії Chess, а також першим, що був повністю присвячений блюзу.
В лютому 1969 року альбом перевиданий Chess під назвою Sail On, який 1970 року був номінований на премію «Греммі» (в категорії «Найкращий запис етнічної музики або традиційного фолку». 1983 року альбом був включений до Зали слави блюзу.

## Про альбом
The Best of Muddy Waters став першим альбомом-компіляцією найвідоміших синглів Мадді Вотерса, який вийшов у форматі LP, і з'явився у розділі нових релізів випуску журналу «Billboard» за квітень 1958 року. Цей випуск став лише третім LP, випущеним лейблом Chess, і першим, який був повністю присвячений блюзу.
Альбом включає 12 пісень Вотерса, які були записані у період з 1948 по 1954 роки на Aristocrat або Chess, включаючи найранніші записи Вотерса у стилі дельта-блюзу («I Can't Be Satisfied», «Rollin' Stone», «Still a Fool», «She Moves Me»), а також пісні пізнього періоду, написані Віллі Діксоном, наприклад «Hoochie Coochie» (більш відома як «I'm Your Hoochie Coochie Man»), «I'm Ready» і «I Just Want to Make Love to You». На більшості з цих записів Вотерсу акомпанує Літтл Волтер на губній гармоніці. Текст до альбому написав чиказький автор Стадс Теркел.
У лютому 1969 року Chess перевидали збірку під назвою Sail On (LP 1539) в серії «Chess Vintage Series» з іншою послідовністю композицій. Укладачем та продюсером став Т. Т. Свон, а дизайн обкладинки створила Кеті Свон.

## Визнання
1970 року на 13-й церемонії нагородження премії «Греммі» альбом Sail On (1969) був номінований в категорії «Найкращий запис етнічної музики або традиційного фолку (включаючи традиційний блюз)». 1983 року альбом The Best of Muddy Waters Вотерса (Chess, 1958) був включений до Зали слави блюзу (в категорії «Класичний блюзовий запис — альбом»).

## Реакція критиків
Оглядач AllMusic Юджин Чедберн в своїй рецензії поставив The Best of Muddy Waters оцінку 5 з 5, написавши, що «ця збірка стала першою в серії «Найкраще» випущеній на Chess, очевидно, пам'ятаючи, що те, що вони мали на руках, було не що інше, як золота таця. Ранні пісні, такі як «Louisiana Blues», просто чудові, кантрі-блюзова слайд-гітара лише трохи доповнена контрабасом, губною гармонікою Літтла Волтера та ледь помітними звуками перкусії. В плані ритму ці записи бездоганні та просочені відчуттям, ніби це були шматочки курки, які цілий день тушкувалися в соусі. Тут можна почути класичне звучання комбо чиказького блюзу, яке чудово викононане на такій композиції, як «Standing Around Crying.».

## Список композицій
1. «I Just Want to Make Love to You» (Віллі Діксон) — 2:50
2. «Long Distance Call» (Маккінлі Морганфілд) — 2:39
3. «Louisiana Blues» (Маккінлі Морганфілд) — 2:52
4. «Honey Bee» (Маккінлі Морганфілд) — 3:20
5. «Rollin' Stone» (Маккінлі Морганфілд) — 3:05
6. «I'm Ready» (Віллі Діксон) — 3:02
7. «Hoochie Coochie» (Віллі Діксон) — 2:49
8. «She Moves Me» (Маккінлі Морганфілд) — 2:55
9. «I Want You to Love Me» (Маккінлі Морганфілд) — 3:01
10. «Standing Around Crying» (Маккінлі Морганфілд) — 3:19
11. «Still a Fool» (Маккінлі Морганфілд) — 3:12
12. «I Can't Be Satisfied» (Маккінлі Морганфілд) — 2:40

## Учасники запису
- Мадді Вотерс — вокал, гітара

Технічний персонал
- Леонард Чесс, Філ Чесс — продюсери
- Дон С. Бронстейн — дизайн
- Стадс Теркел — текст